# رومسکو
رومسکو (به لهستانی:  Rumsko) یک روستا در لهستان است که در گمینا گوووچتسه واقع شده‌است. رومسکو ۳۰۰ نفر جمعیت دارد.